# Castel Venier
Castel Venier (in croato: Vinjerac) è un villaggio croato nel comune di Possedaria, situato a 32 km da Zara.

## Geografia fisica
Si trova nella parte nord-ovest della regione zaratina.
Situato di fronte alle Alpi Bebie (Velebit), si affaccia sul Cagnone di Paclenizza. In prossimità del villaggio si trova l'autostrada Zara-Zagabria e dista una trentina chilometri dall'aeroporto di Zara. 
A causa della sua posizione, d'inverno a Castel Venier soffia la bora, un vento molto freddo e secco che proviene dalle Alpi Bebie, cioè dal nord-est.

## Origini del nome
Il nome Castel Venier deriva dal cognome di una famiglia nobile veneta, i  Venier. In croato il nome è Vinjerac.

## Storia
Il paese fu fondato nel Quattrocento. Dal 1409 era un possedimento della famiglia veneta Venier.
In origine il villaggio sorse come borgo dipendente dal convento paolino di San Marco (distrutto poi durante la guerra con i Turchi).
Nell'Ottocento la chiesa di San Antonio venne restaurata e nel 1826 la stessa chiesa divenne una parrocchia autonoma all'interno dell'arcivescovato zaratino.
Alla fine del secolo era ancora presente una minoranza italiana.
All'inizio del Novecento si verificò una forte emigrazione della popolazione del borgo verso gli Stati Uniti d'America, Fiume, e Zara. 
Dopo la seconda guerra mondiale, la cittadina divenne sede comunale, ma poi questa funzione passò al comune di Zara. 
Dal 1992 fa parte del comune di Possedaria.

## Economia

### Turismo
A Castel Venier ci sono due alberghi, tre caffè e tre ristoranti.
È possibile accedere ad una spiaggia in centro, oppure recarsi ad una delle spiagge delle vicinanze nel carso dalmata.
Sono vicini i parchi nazionali Paclenizza, Cherca, Plitvice, le Isole Incoronate.

## Galleria d'immagini

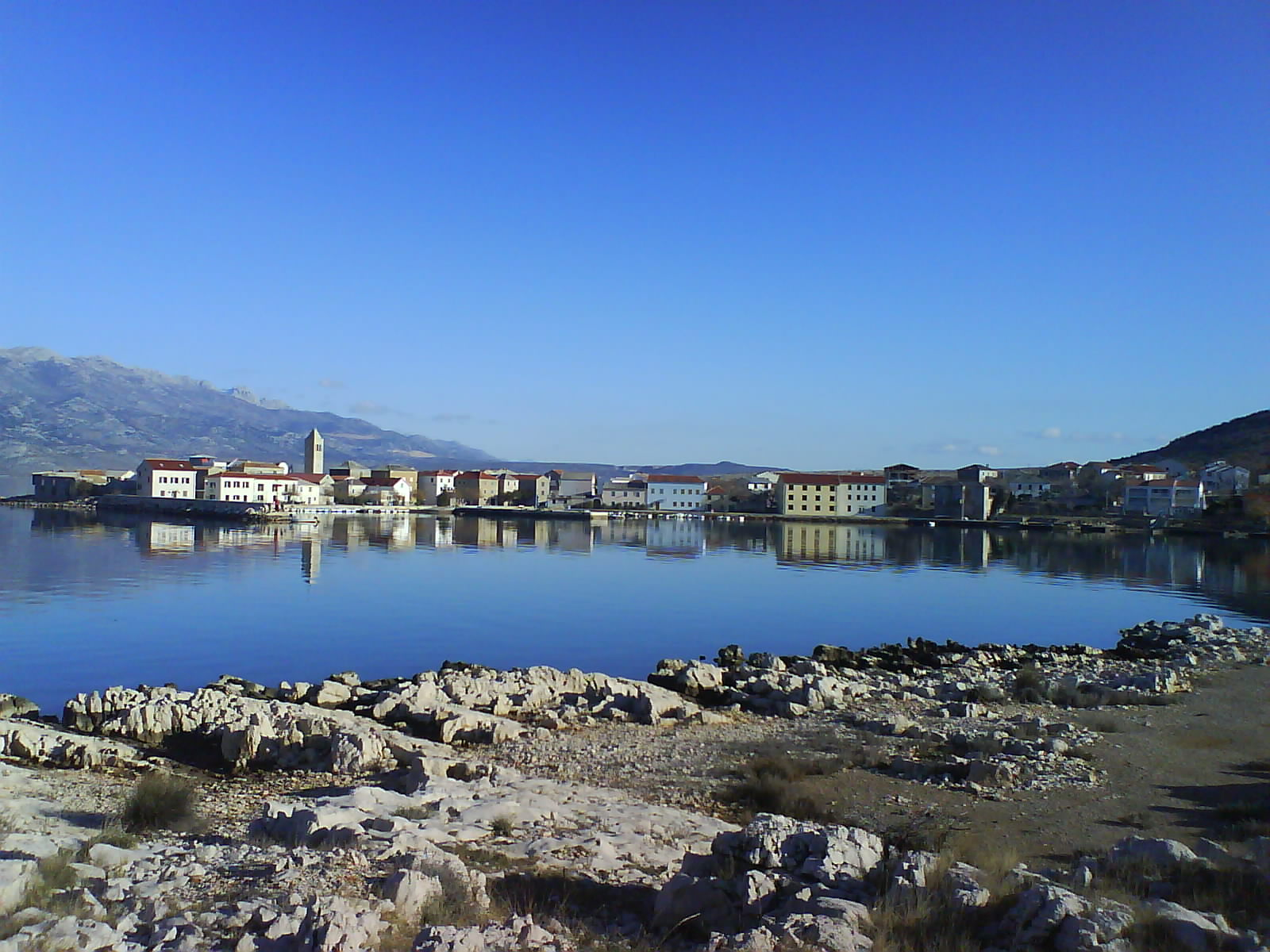
Castel Venier in primavera
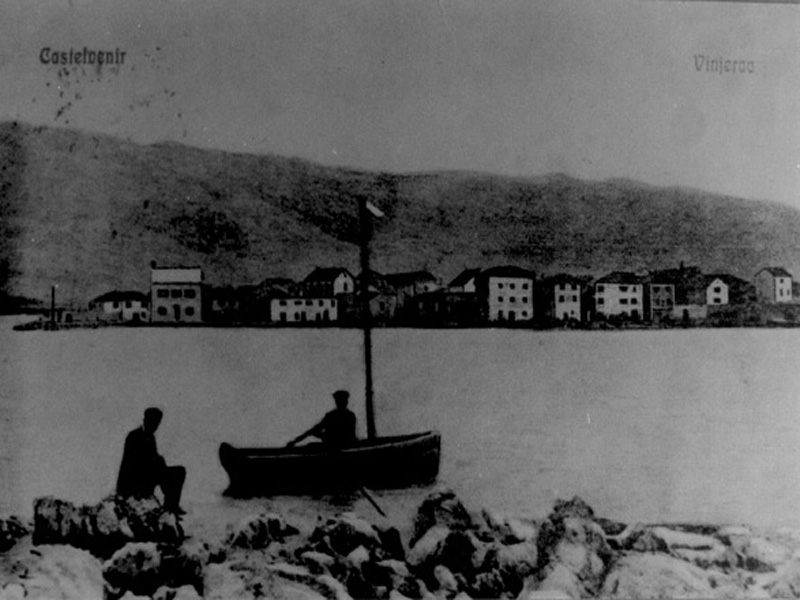
Una vecchia cartolina di Castel Venier
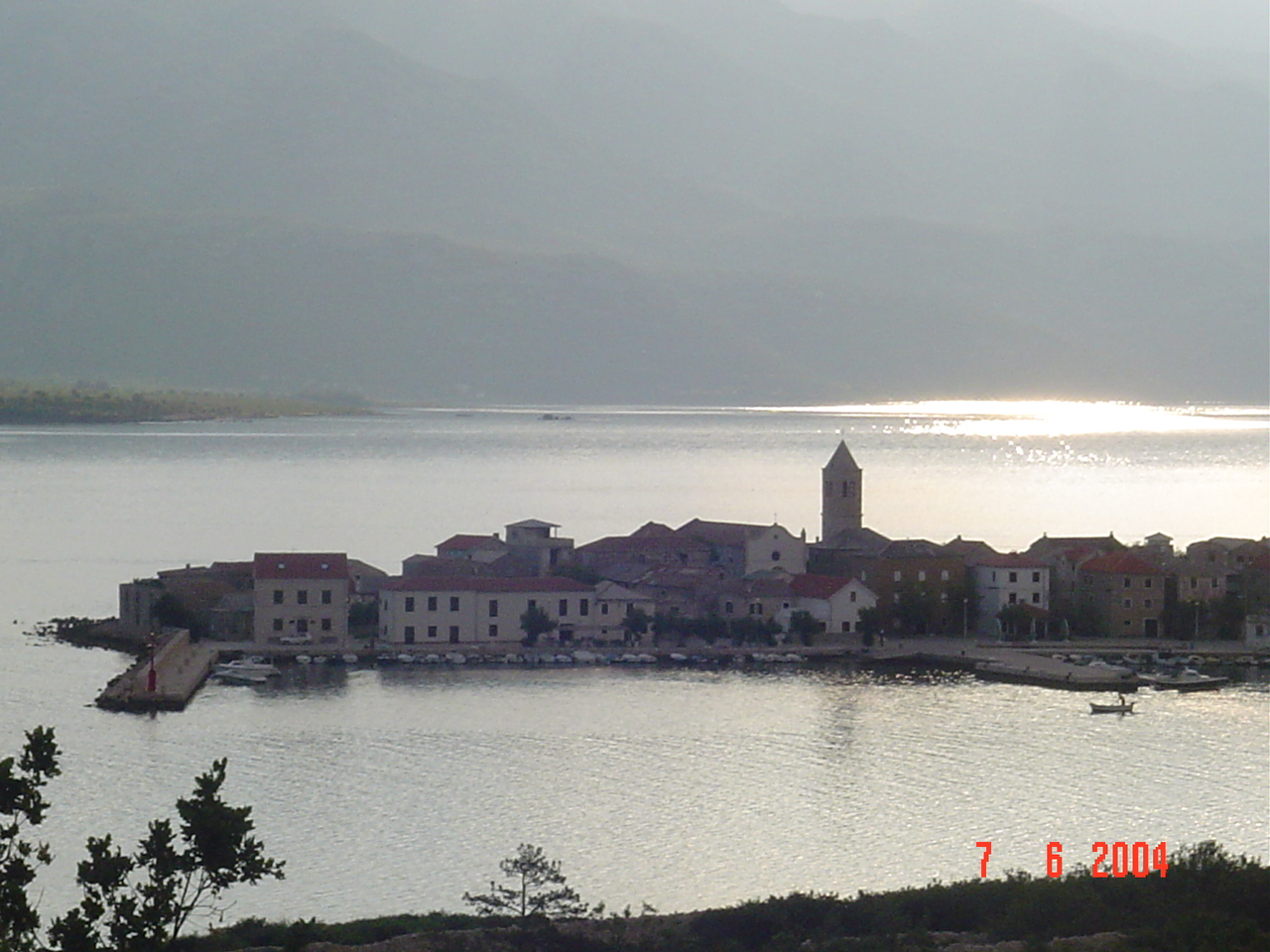
Castel Venier